# Strada statale 298 Eugubina
La ex strada statale 298 Eugubina (SS 298), ora strada regionale 298 Eugubina (SR 298), è una strada regionale italiana umbra che prende il nome dalla principale località attraversata, cioè Gubbio.

## Percorso
La strada ha origine dall'abitato di Scheggia, nel comune di Scheggia e Pascelupo, lungo la strada statale 3 Via Flaminia. Proseguendo in direzione sud-ovest, il tracciato raggiunge Gubbio che viene attraversata tagliandola da nord a sud, incrociando la strada statale 219 di Gubbio e Pian d'Assino poco dopo essere usciti dal centro abitato.
Proseguendo in direzione sud, la strada supera gli Appennini che dividono la città eugubina dal capoluogo umbro, terminando il proprio percorso innestandosi sulla strada statale 3 bis Tiberina nei pressi di Bosco, frazione proprio di Perugia.
In seguito al decreto legislativo n. 112 del 1998, dal 2001 la gestione è passata dall'ANAS alla Regione Umbria che ha poi ulteriormente devoluto le competenze alla Provincia di Perugia, mantenendone comunque la titolarità.